# Taxenbach
Taxenbach är en ort och köpingskommun i distriktet Zell am See i det österrikiska förbundslandet Salzburg. Den ligger i mellersta Salzachdalen och har 2 808 invånare (2024).
Kommunen består av 14 orter (Ortschaften) (inom parentes invånarantal 1 januari 2024):

- Brandenau (23)
- Eschenau (334)
- Großsonnberg (91)
- Gschwandtnerberg (173)
- Hasenbach (112)
- Hopfberg (47)
- Höf (251)
- Högmoos (320)
- Kleinsonnberg (130)
- Lacken (117)
- March (41)
- Taxberg (201)
- Taxenbach (880)
- Thannberg (88)

## Historia
Taxenbach nämndes första gången 963. 1150 nämndes herrarna av Tassinpach, vilket är det första beviset på en borg i Taxenbach. Borgen brann sedermera upp i bondeupproret 1525 till 1526, som var mot de nya skogsregler som ärkebiskop Matthäus Lang av Wellenburg infört. 1778 bildades ett ting här (stängdes 2002). 1850 bildades kommunen, som 1938 slogs ihop med Eschenau.

## Turism
Turismen är jämte jord- och skogsbruket den viktigaste inkomstkällan. På sommaren kommer man hit för att vandra, cykla och titta på vattenfallen i Kitzlochklamm, medan det är skidåkning i den närliggande Raurisdalen och i Dorfgastein som lockar på vintern.